# Rainer Nachtigall
Rainer Nachtigall (* 27. dubna 1941, Hoyerswerda) je bývalý východoněmecký fotbalista, útočník, pravé křídlo.

## Fotbalová kariéra
V východoněmecké oberlize hrál za Vorwärts Berlin, nastoupil ve 159 ligových utkáních a dal 28 gólů. S týmem Vorwärts Berlin vyhrál pětkrát východoněmeckou oberligu a v roce 1970 východoněmecký fotbalový pohár. V Poháru mistrů evropských zemí nastoupil v 11 utkáních a v Poháru vítězů pohárů nastoupil ve 2 utkáních. Za reprezentaci Východního Německa (NDR) nastoupil v letech 1960–1965 v 11 utkáních a dal 2 góly.

## Ligová bilance
| Ročník          | Zápasy | Góly | Klub                |
| --------------- | ------ | ---- | ------------------- |
| I. liga 1959    | 1      | 0    | ASK Vorwärts Berlin |
| I. liga 1960    | 19     | 7    | ASK Vorwärts Berlin |
| I. liga 1961/62 | 25     | 4    | ASK Vorwärts Berlin |
| I. liga 1962/63 | 17     | 2    | ASK Vorwärts Berlin |
| I. liga 1963/64 | 14     | 8    | ASK Vorwärts Berlin |
| I. liga 1964/65 | 4      | 0    | ASK Vorwärts Berlin |
| I. liga 1965/66 | 12     | 0    | Vorwärts Berlin     |
| I. liga 1966/67 | 26     | 2    | Vorwärts Berlin     |
| I. liga 1967/68 | 10     | 0    | Vorwärts Berlin     |
| I. liga 1968/69 | 23     | 5    | Vorwärts Berlin     |
| I. liga 1969/70 | 8      | 0    | Vorwärts Berlin     |
| CELKEM I. liga  | 159    | 28   |                     |